# 继光水库
继光水库是中国四川省德阳市中江县境内的一座水库，位于妻江支流龙台河上，建于1978年。水库正常库容为7180万立方米，集雨面积为60平方千米，海拔为473.7米。